# Мацуї Кейко
Кейко Доі Мацуї (Keiko Doi Matsui) (яп. 松居慶子, まつい けいこ) — японська піаністка та композиторка, яка виконує музику в стилі джаз, джаз-ф'южн, нью-ейдж та ін.

## Біографія
Кейко Мацуї народилася 26 липня 1961 року в Токіо, Японія. У п'ять років її мати Еміко (Emiko) вперше відвела Кейко на уроки гри на фортепіано. Згідно з японською традицією, якщо дитина у такому віці серйозно зацікавиться чимось, то вдосконалюватиме цей предмет і в майбутньому. Саме так і сталося з Кейко — гру на фортепіано вона вивчатиме усі шкільні роки. Якщо в дитинстві Кейко цікавилася класичною музикою, то в підлітковому віці захопилася джазом і почала складати власну музику. Деякий вплив на її музичні вподобання мали такі виконавці як Стіві Вандер, Сергій Рахманінов, Моріс Жар, Чік Коріа.
Закінчила Кейко Доі Японський жіночий університет (яп. 日本女子大学) за фахом «дитяча культура», паралельно навчаючись музиці у Yamaha Music Foundation. Доі стала однією з найкращих студенток в освітній системі Yamaha Music (Yamaha Music Education System) та у віці 17-ти років уклала з компанією Yamaha контракт на студійний запис. У 1982 була запрошена до японського гурту Cosmos, з яким записала сім альбомів у стилі джаз-ф'южн.
У 19-річному віці компанія Yamaha посилає Кейко до Америки записувати альбом. Там вона зустрічає Казу Мацуї — свого майбутнього чоловіка та продюсера.
У 1999 році на церемонії Oasis Awards Кейко отримала звання найкращої джазової артистки року.
Часто відвідує Україну, у 2008 році короткий час мешкала в Києві. 

## Успіхи та досягнення
Кейко Мацуї випустила два альбоми під лейблом MCA, перш ніж перейти до White Cat, Countdown, Unity і нарешті Narada. У 1990-х роках альбоми Мацуї лідирують у хіт-парадах. ЇЇ хіт Sapphire зайняв третє місце в щотижневому Top Billboard (американський музичний журнал) серед сучасних джазових альбомів, хіт Dream Walk досяг третьої сходинки. Мацуї посіла третє місце в Billboard Top серед сучасних джазових артистів в 1997 році (де вона була єдиною жінкою виконавицею джазу в першій десятці), і обидві композиції Dream Walk і Sapphire потрапили в десятку Billboard в інді сучасних джазових альбомів (англ. Indie Contemporary Jazz Albums) у тому ж році.
Мацуї отримала нагороду Oasis як найкраща жінка-виконавець у стилі смус-джаз (англ. Best Female Smooth Jazz Artist) у 1999 і 2000 роках. У 2001 році перший альбом Мацуї «Deep Blue» з лейблом Narada зайняв перше місце в Top Billboard як найкращий сучасний джазовий альбом і протримався в чарті протягом трьох тижнів.
Коли президент США Джордж Буш (George W. Bush) відвідав резиденцію прем'єр-міністра Японії Дзюньїтіро Коїдзумі (Junichiro Koizumi's) 18 лютого 2002, Кейко Мацуї була запрошена на прийом.

## Благодійність
Мацуї бере участь в різних благодійних акціях. У 1997 році вона випустила альбом «Дарунок надії» («A Gift of Hope») у підтримку організації проти раку молочної залози (англ. Y-ME National Breast Cancer Organization), виступивши з гаслом «Говори про нього, борись із ним, вилікуй його».
Доходи в 2001 році від альбому «Дарунок життя» (англ. «A Gift of Life») були спрямовані на підтримку Національної програми донорів кісткового мозку (англ. National Marrow Donor Program).
У 2004 році Кейко Мацуї жертвує частину доходів від продажу альбому «Дика квітка» (англ. Wildflower) на підтримку Всесвітньої продовольчої програми ООН (United Nations World Food Programme (WFP)), спрямованої на боротьбу з голодом у світі.

## Про музику
Музика Кейко Мацуї сформована під впливом як західних так і східних музичних віянь. ЇЇ композиції надзвичайно сильні, в них відчувається багатство духовного світу Кейко, як каже сама вона «Вони приходять до мене ніби з іншого простору та виміру» (англ. "coming to me from another space, another dimension"). Кейко бачить музику як «величезний дарунок від людських душ з минулого для майбутніх поколінь» (англ. "the great gifts from the human souls from the past, for the children of the future"). Вона вірить, що музика здатна об'єднувати людей та змінювати їхні життя. «Ми поєднані з музикою», написала Мацуї, «як океани поєднані з континентами».
Закохана у природу Кейко часто згадує у назвах до своїх пісень тварин, рослин, різних природних явищ та феноменів. ЇЇ надзвичайно захоплює Місяць, що також можна побачити у назвах композицій.
Музика Кейко Мацуї розвивалась та змінювалась протягом багатьох років. Її дебютний американський альбом «A Drop of Water» відображає поєднання Сходу та Заходу у стилі джаз-ф'южн. А у ранніх 1990-х її музика більше звучала як смус-джаз (англ. smooth jazz). Далі вона звернеться у своїй творчості ще безлічі стилів — від фанк-музики (англ. funk music) до латинських та інших світових мотивів, а також до стилю Нью-Ейдж (new age).

## Дискографія
U.S. CD RELEASES
- 1987 — A drop of water (1987, 1993, 2003)
- 1989 — Under northern lights
- 1990 — No borders
- 1991 — Night waltz
- 1992 — Cherry blossom (1992, 2003)
- 1994 — Doll
- 1995 — Sapphire
- 1996 — Dream walk
- 1997 — A gift of hope
- 1997 — Keiko Matsui collection
- 1998 — Full moon and the shrine
- 1999 — Keiko Matsui live
- 2000 — Whisper from the mirror
- 2001 — Deep blue
- 2001 — A gift of life
- 2002 — The ring
- 2003 — The piano
- 2003 — White owl
- 2004 — Wildflower
- 2005 — Walls of akendora
- 2007 — Moyo
- 2011 — The Road…
- 2013 — Soul Quest
- 2016 — Journey to the Heart

U.S. VIDEO RELEASES
- 1998 — PBS Special Keiko Matsui «Light Above The Trees»
- 2001 — Bet Jazz Channel Presents: Keiko Matsui

JAPANESE CD RELEASES
- 1987 — A Drop of Water
- 1988 — Under Northern Lights
- 1990 — The Wind and The Wolf
- 1991 — Night Waltz
- 1992 — Cherry Blossom
- 1994 — Doll
- 1995 — Sapphire
- 1997 — Dreamwalk
- 1998 — Full Moon and The Shrine
- 1999 — Live from Santa Monica, CA
- 2000 — In A Mirror
- 2001 — The Piano
- 2001 — Deep Blue
- 2001 — Deep Blue solo Piano
- 2002 — The Ring
- 2002 — Live in Tokyo
- 2003 — Spring Selection
- 2003 — Wildflower
- 2004 — Summer Selection
- 2004 — Walls of Akendora
- 2005 — Compositions
- 2005 — The Best of Keiko Matsui
- 2007 — Moyo
- 2011 — The Road…
- 2015 — Soul Quest